# Toaplan
Toaplan (東亜プラン Tōa Puran?) fue una empresa japonesa dedicada al desarrollo de videojuegos. Esta empresa creó una amplia gama de videojuegos de scrolling shooters y arcades, sin embargo, la empresa se declaró en bancarrota en 1994.
Algunos de los juegos más populares de Toaplan son Zero Wing, Snow Bros, Tiger Heli, Flying Shark, Twin Cobra y Out Zone. 

## Juegos (Arcade)
| Año  | Juego                                  | Distribuidor          |
| ---- | -------------------------------------- | --------------------- |
| 1984 | Jong Ou (Mahjong King)                 | SNK                   |
| 1985 | Performan                              | Data East             |
| 1985 | Tiger Heli                             | Taito Corporation     |
| 1985 | Jong Kyou (Mahjong Mania)              | Data East             |
| 1986 | Guardian / Get Star                    | Taito Corporation     |
| 1986 | Alcon / Slap Fight                     | Taito Corporation     |
| 1986 | Mahjong Sisters                        | Toaplan               |
| 1987 | Sky Shark / Flying Shark / Hi Sho Zame | Taito Corporation     |
| 1987 | Pyros / Wardner No Mori                | Taito Corporation     |
| 1987 | Twin Cobra / Kyokyoku Tiger            | Taito Corporation     |
| 1988 | Rally Bike / Dash Yarou                | Taito Corporation     |
| 1988 | Truxton / Tatsujin                     | Taito Corporation     |
| 1989 | Hellfire                               | Taito Corporation     |
| 1989 | Twin Hawk / Dai Sen Pū                 | Taito Corporation     |
| 1989 | Zero Wing                              | Taito Corporation     |
| 1989 | Demon's World / Horror Story           | Taito Corporation     |
| 1989 | Fire Shark / Zame! Zame! Zame!         | Toaplan               |
| 1990 | Out Zone                               | Romstar               |
| 1990 | Snow Bros                              | Romstar               |
| 1991 | Vimana                                 | Romstar               |
| 1991 | Teki Paki                              | Toaplan               |
| 1991 | Ghox                                   | Romstar               |
| 1992 | Pipi & Bibi's / Whoopee!!              | Romstar               |
| 1992 | Dogyuun!!                              | Toaplan               |
| 1992 | Truxton II / Tatsujin Ou               | Toaplan               |
| 1992 | FixEight                               | Toaplan               |
| 1993 | Grind Stormer / V-V                    | Toaplan               |
| 1993 | Enma Daio (King of Hell)               | Toaplan               |
| 1993 | Knuckle Bash                           | Toaplan / Atari Games |
| 1993 | Batsugun                               | Toaplan               |
| 1994 | Snow Bros. 2 (Otenki Paradise)         | Hanafram              |

## Empresas después de Toaplan
Después de que Toaplan cerrase sus puertas en 1994, algunos de sus antiguos empleados han formado parte o han participado con alguna de las siguientes empresas:
- Cave
- 8ing/Raizing
- Gazelle (creadores de Air Gallet y del juego de arcade Sailor Moon , ambos distribuidos por Banpresto)
- Takumi (creadores de Giga Wing y Mars Matrix)